# ید-۱۳۱
ید-۱۳۱ یا ید رادیواکتیو ایزوتوپی پرتوزا از ید است که نیمه عمری هشت روزه دارد. عنصر ید ۳۰ ایزوتوپ دارد که تنها یکی از آن‌ها (ید-۱۲۷) پایدار است. این ایزوتوپ اصولاً به صورت مصنوعی تولید می‌شود.

## کاربرد
ید رادیواکتیو اغلب در تست‌های تصویربرداری یا در درمان تیروئید پرکار، سرطان تیروئید، و انواع خاص دیگری از سرطان استفاده می‌شود. در مطالعات تصویربرداری مانند اسکن تیروئید، بیمار دوز کوچکی از ید رادیواکتیو را دریافت می‌کند که در سلول‌های تیروئید یا در انواع خاصی از تومورها تجمع می‌یابد و می‌توان با استفاده از اسکنر محل تجمع ید را ردیابی نمود. محلهایی که ید بیشتری در آن تجمع یافته باشد نشاندهنده فعالیت بیش از حد طبیعی (مانند ندول داغ تیروئید) هستند.
در درمان سرطان تیروئید، بیمار دوز بالایی از ید پرتوزا را دریافت می‌کند که چون ید در سلول‌های تیروئید تجمع می‌یابد لذا اشعه منتشر شده سلول‌های تیروئید را از بین می‌برد.
از ید پرتوزا در پرتودرمانی داخلی سرطان پروستات، ملانوم داخل چشم، وتومورهای کارسینوئید هم استفاده می‌شود (براکی‌تراپی). برای از بین بردن سلول‌های سرطانی، ید رادیواکتیو را به شکل مایع یا کپسول خوراکی، از طریق انفوزیون، یا در داخل دانه‌های بدون روزنه‌ای (Sealed In Seeds) به‌کار می‌برند که در داخل یا در نزدیکی تومور می‌گذارند.

### در ایران
استفاده از مواد پرتوزا در پزشکی در ایران با سنجش مقدار یُد رادیواکتیو در سال ۱۳۳۹ به وسیله یک شمارشگر گایگر در آزمایشگاه پیمان مرکزی دانشکده علوم پزشکی تهران آغاز گردید. در این راستا، یک کارشناس بریتانیایی به نام Malcolm Cuthbert Nokes سهم بزرگی در پیشرفت کار پزشکی هسته‌ای در ایران ایفا کرد.

## عوارض
کم‌کاری تیروئید یکی از عوارض استفاده از ید رادیواکتیو است. در زنان حامله می‌تواند تراتوژن باشد.
مواردی که فرد بعد از دریافت ید رادیواکتیو رعایت کند